# 1924 în artă
← 1921 în artă — 1922 în artă — 1923 în artă ——  1924 în artă  —— 1925 în artă — 1926 în artă — 1927 în artă →
1924 în artă implică o serie de evenimente:

## Evenimente

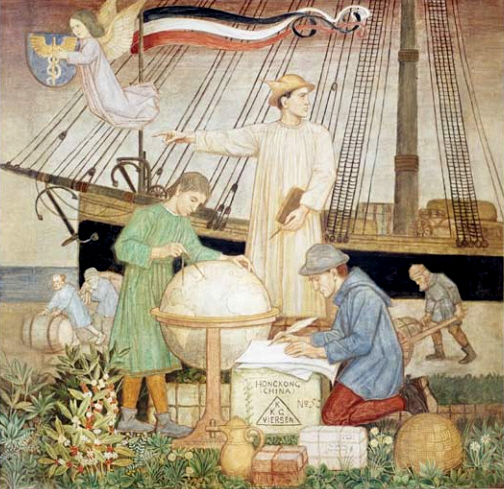
1924 — Tabloul Handel pictat de Matthäus Schiestl (1869 – 1939) — WikiData Q1474459

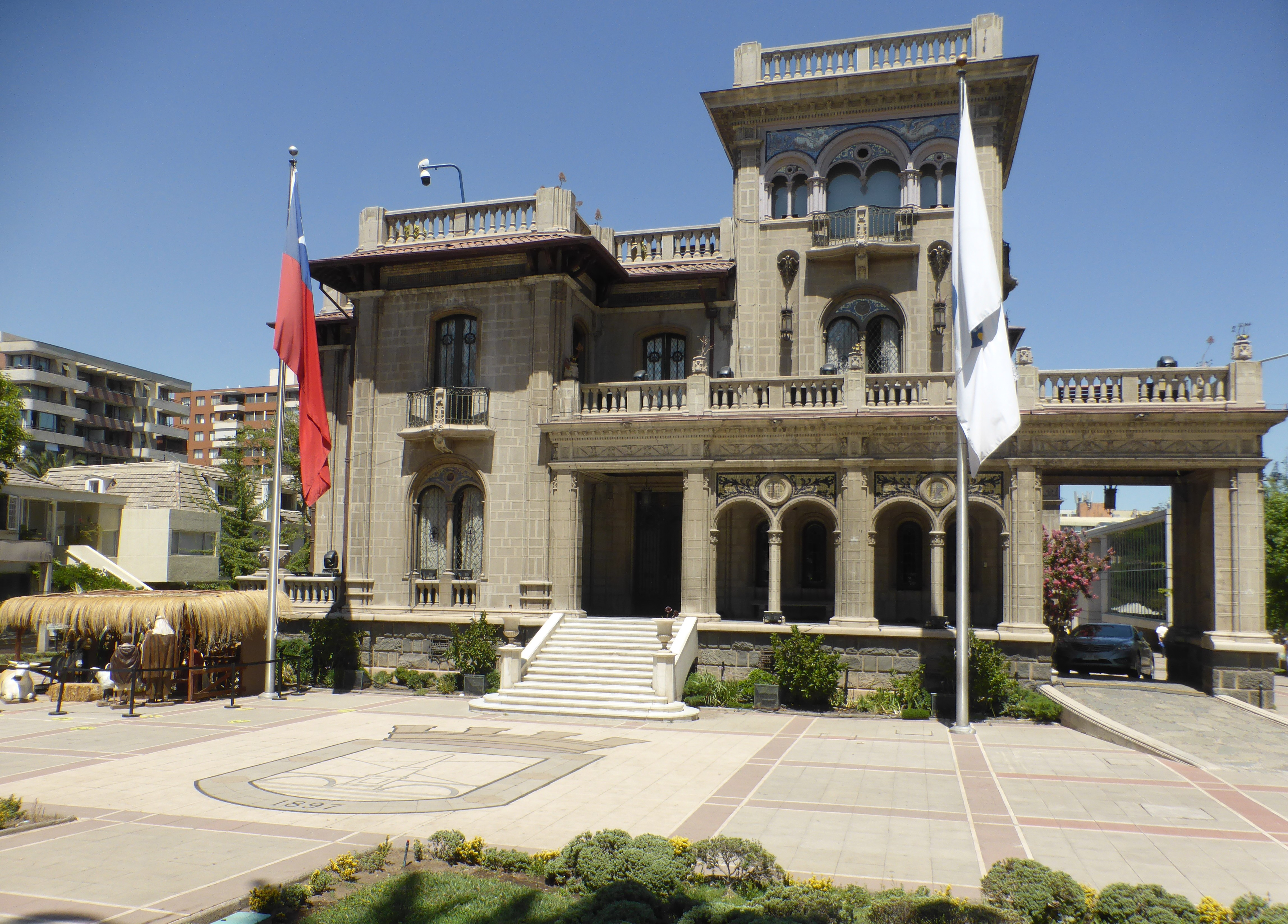
1924 — Palatul Falabella, Providencia, Santiago, Chile – Sediul Municipalității Providencia (în)

### Evenimente artistice în România

#### Expoziția internațională Contimporanul
- Decembrie – Ocupând întreaga lună decembrie, se deschide Expoziția Internațională de Artă Modernă București, prezentând lucrări de avangardă artistică. Acest eveniment artistic major, fusese organizat și găzduit de revista Contimporanul, prezentând lucrări de artiști vizuali români și străini, precum erau, Constantin Brâncuși, Hans Arp, Paul Klee, János Mattis-Teutsch, Kurt Schwitters, Michel Seuphor, Milița Pătrașcu, Marcel Janco, Victor Brauner și M. H. Maxy.

În 1924, între 30 noiembrie și 30 decembrie, în sala Sindicatelor artelor frumoase din strada Corabiei nr.6, din București, revista Contimporanul a organizat Expoziția internațională Contimporanul, în care au expus aproape toți membrii  avangardei artistice românești ai momentului, alături de ei expunând și invitați externi. În cadrul expoziției au expus următorii artiști:.
- Din România au expus: Felix Aderca, Tristan Tzara, Tudor Arghezi, Al. A Philippide, Camil Petrescu, Ilarie Voronca, Perpessicius, Ion Pillat, Benjamin Fundoianu, Ion Barbu, Ion Minulescu, Urmuz, Ion Sîn-Giorgiu, Camil Baltazar, Ion Vinea, Sergiu Dan, Romulus Dianu, Ștefan Ioan Nenițescu, Sandu Tudor, Al. Tudor Miu-Lerca, Eugen Jebeleanu, Victor Eftimiu, Claudia Millian, Nicolae Davidescu, N.D. Cocea, Cezar Petrescu, Adrian Maniu, T. Teodorescu-Braniste, Theodor Solacolu, Mircea Eliade, Alexandru Kirițescu, Lucian Boz, Eugen Relgis, Dan Botta, Paul Sterian, Mihail Sebastian, Octavian Goga, Tudor Vianu.
- Din străinătate au fost prezenți cu lucrări: F.T. Marinetti, Constantin Brâncuși, Hans Arp, Paul Klee, Hans Richter, Kurt Schwitters, Arthur Segal, Kassath Lajos, Charles Teige.[2]

### Evenimente artistice oriunde
- Februarie – El Lissitzky ajunge într-un sanatoriu din Elveția, unde se internează, suferind de tuberculoză.
- Martie – Expoziția fotografuluiamerican Alfred Stieglitz intitulată Presents împreună cu expoziția Fifty-One Recent Pictures: Oils, Water-colors, Pastels, Drawings, de Georgia O'Keeffe  se deschide la Anderson Galleries din New York City.[3]
- 15 mai – Juan Gris livrează conferința sa Des possibilités de la peinture – Despre posibilitățile picturii la  Universitatea din Paris.[4]
- 9 iulie – Pictorii americani Edward Hopper și Josephine Nivison se căsătoresc la o biserică evanghelică din New York City. Prietenul lor comun, Guy Pène du Bois este prezent la ceremonie.
- August –  Artistul vizual și designerul englez Eric Gill se mută din comunitatea sa artistică din Ditchling, situată în East Sussex la nefolosita Llanthony Abbey, la Capel-y-ffin din Țara Galilor.
- 24 septembrie – Premiera filmului experimental de artă, Dadaisto-post-cubisto-futuristic intitulat Ballet Mécanique – Balet mecanic, conceput, scris și co-regizat de pictorul Fernand Léger, în colaborare cu Dudley Murphy și Man Ray, are loc la Internationale Ausstellung neuer Theatertechnik (Expoziția internatională pentru noi tehnici teatrale), din Viena, fiind prezentat de Frederick Kiesler.[5] Rolul principal a fost interpretat de actrița Alice Prin (cunoscută și ca „Kiki de Montparnasse”), având ca fundal sonor un aranjament muzical scris de compozitorul american George Antheil, dar este prezentat în varianta sa mută, cu această ocazie.[6][7]

- 2 martie
- 8 mai –

 Fără date precise 

## Premii
- Premiul Archibald – W B McInnes – Portrait of a Lady - Portretul unei doamne

## Nașteri

### Ianuarie - iunie
- 1 ianuarie –
- 23 ianuarie –
- 3 martie –
- 28 martie –
- 24 aprilie –
- 7 mai –
- 22 iunie –

### Iulie - decembrie
- 3 iulie –
- 25 iulie –
- 1 august –
- 3 septembrie –
- 3 octombrie –
- 6 octombrie –

## Decese
- 23 ianuarie –
- 19 februarie –
- 16 martie –
- 15 mai –

## Galerie (lucrări din 1924)

Lucrări reprezentative
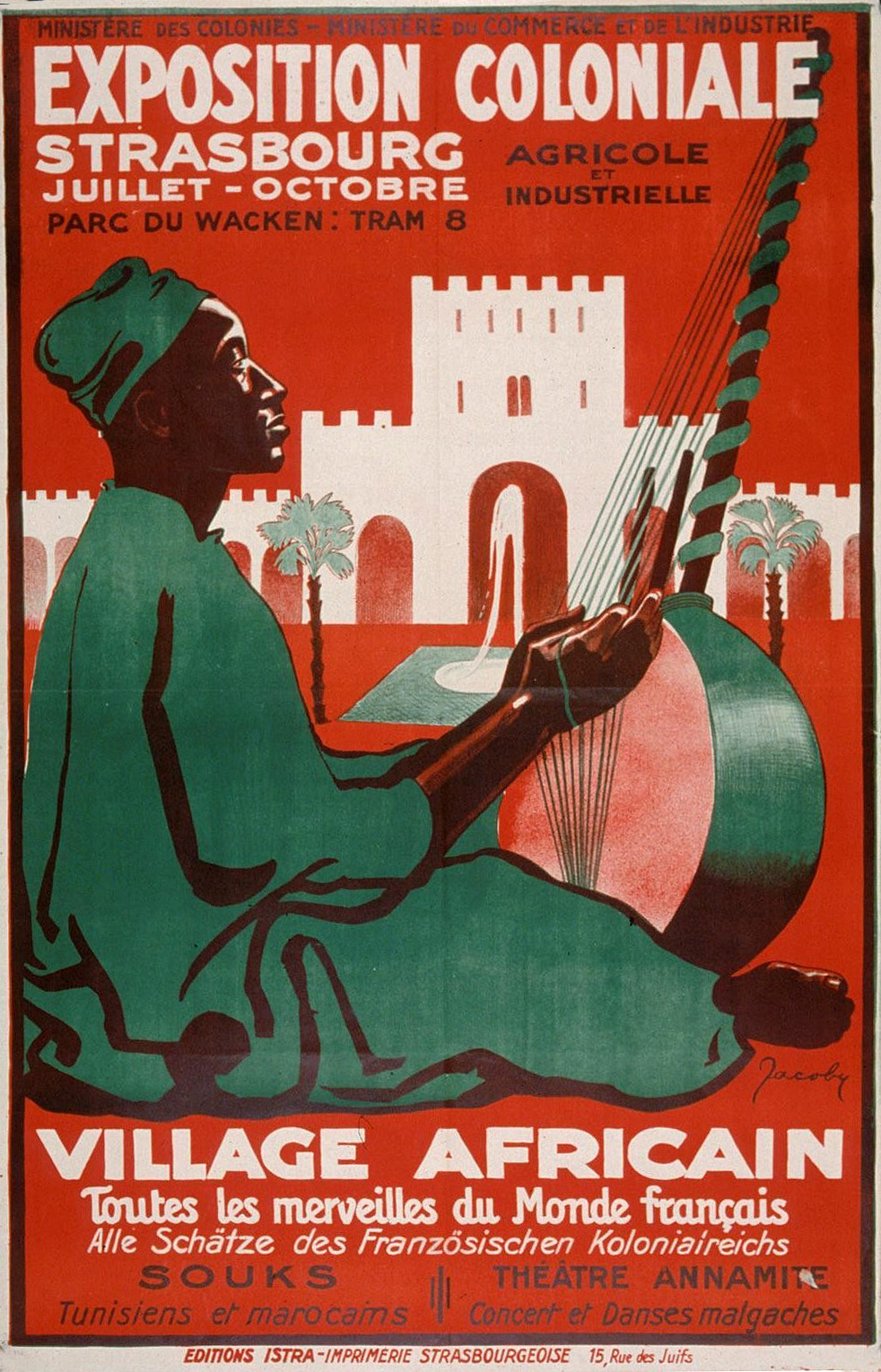
1924 – Afiș de tip poster pentru Expozițian colonială de la Strasbourg (iulie - octombrie)
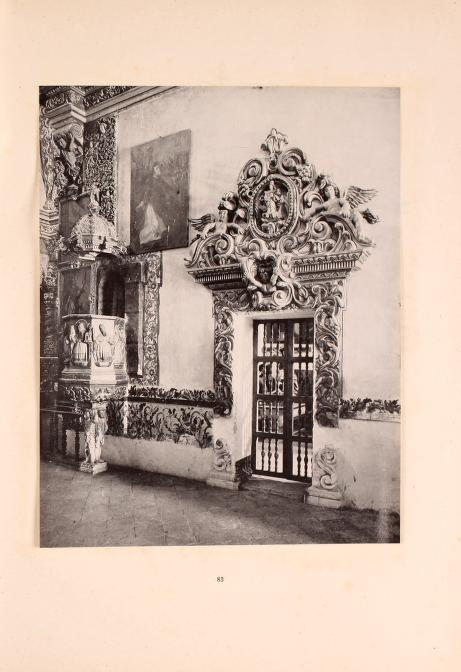
1924 – Intrarea și amvonul Bisericii San Francisco Acatepec din Puebla, Mexic — Extras din seria de volume Iglesias de México. Vol. IV. Tipos poblanos de Manuel Toissant și Gerardo Murillo
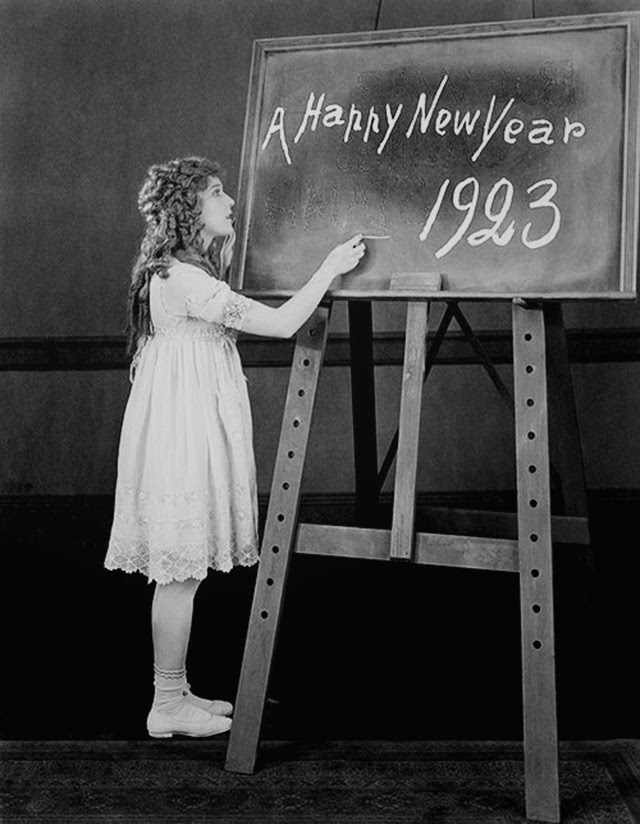
1924 – An Nou fericit, urare făcută de Mary Pickford
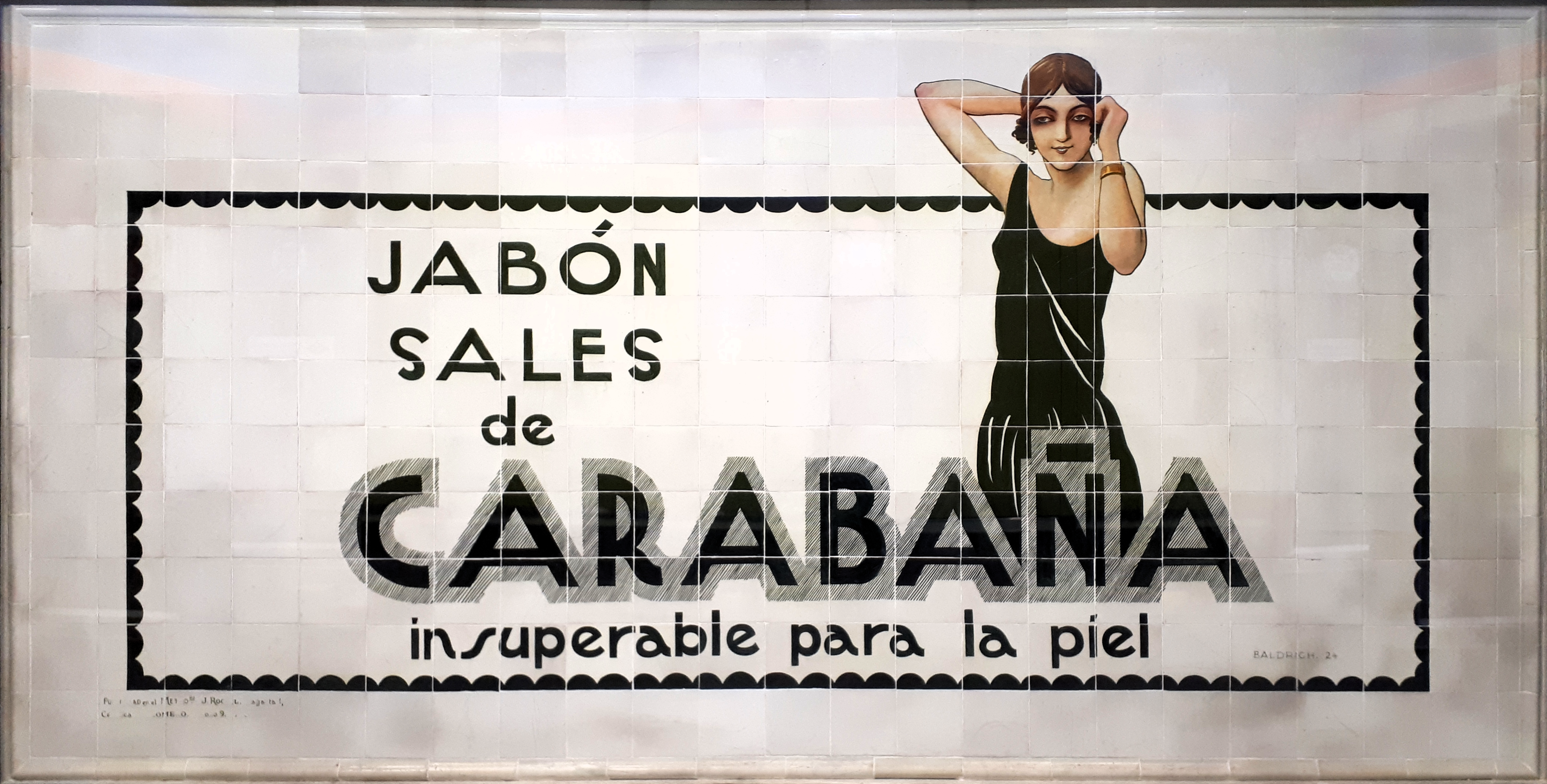
1924 – Jabón Sales de Carabaña (Baldrich 1924) poster publicitar de ceramică, în stația de metrou Sevilla din Madrid